# Pandémie de Covid-19 au Saguenay–Lac-Saint-Jean
Cet article traite de la pandémie de Covid-19 dans la région administrative du Saguenay–Lac-Saint-Jean (SLSJ) au Québec. Il présente une chronologie des événements marquants de la pandémie depuis 2020, incluant les cas quotidiens et totaux, les décès quotidiens et totaux, ainsi que la vaccination et les paliers d'alerte. La région a traversé plusieurs vagues de Covid-19, avec des cas et des décès fluctuants, ainsi que diverses mesures de confinement et de déconfinement. La vaccination a également joué un rôle crucial dans la gestion de la pandémie, avec des doses quotidiennes et totales administrées et un pourcentage de la population vaccinée. Les paliers d'alerte ont également été un facteur clé dans la gestion de la pandémie et la mise en œuvre de mesures de santé publique.

## Chronologie

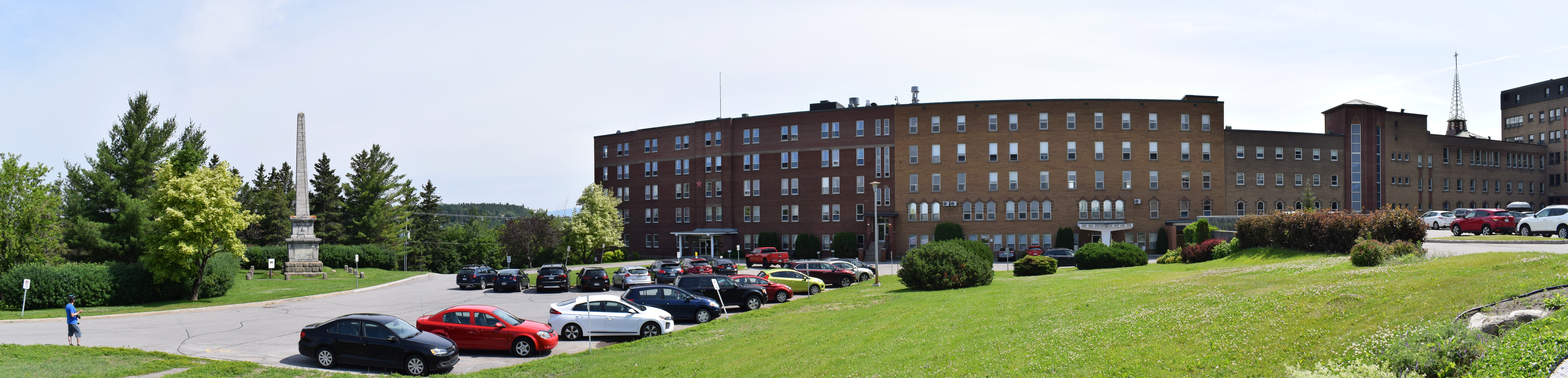
La clinique de dépistage de Saguenay est située dans l'ancien monastère des Augustines de la Miséricorde de Jésus.

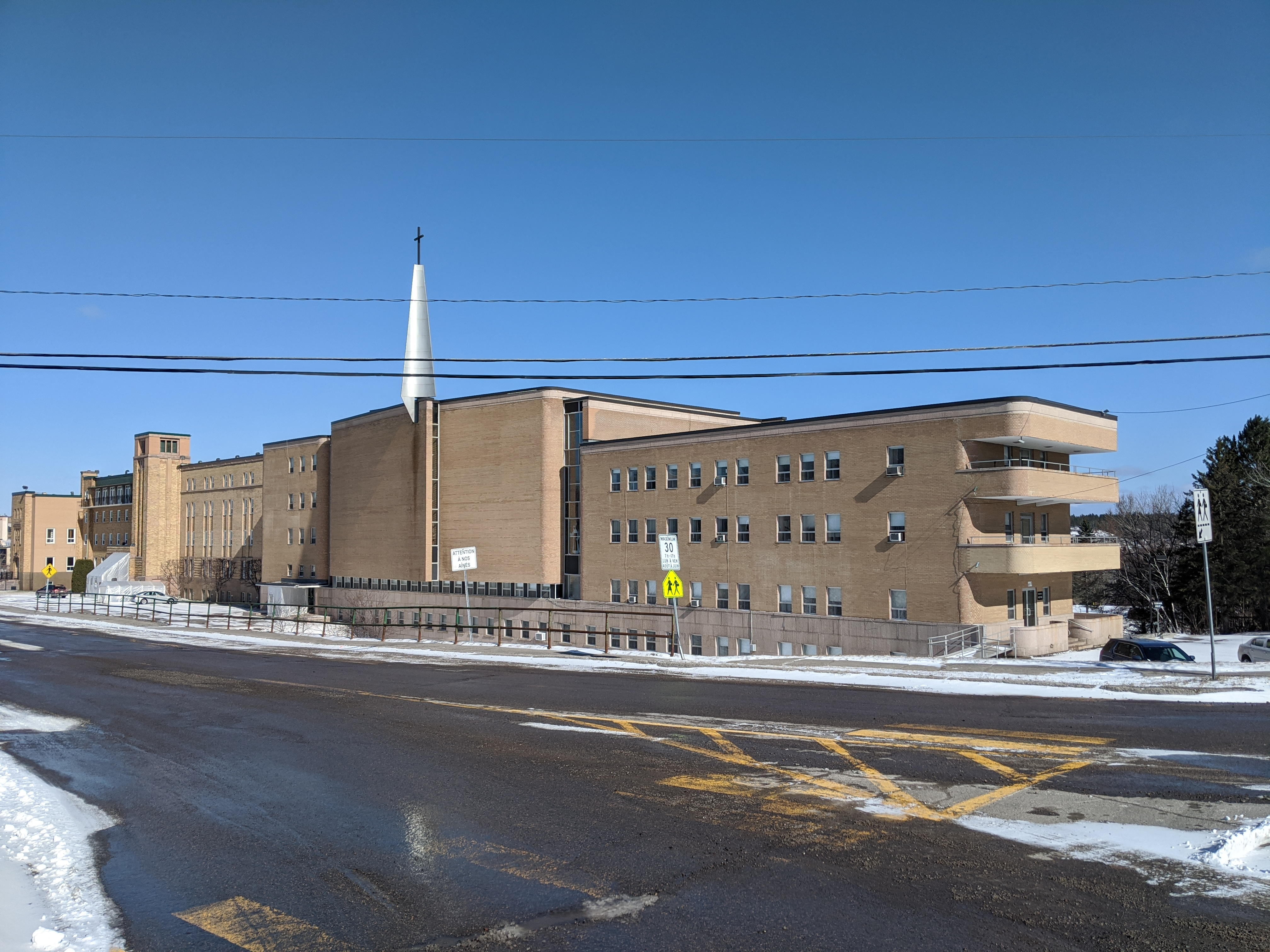
Résidences des Sœurs antoniennes de Marie de Chicoutimi, situées sur la rue Jacques-Cartier.

### 2020
- Les trois premières cliniques entièrement dédiées au dépistage de la Covid-19 ouvrent le 17 mars dans la région[1]. En avril, elle en compte cinq[2].
- Les premiers malades de la région sont détectés au Saguenay. Des cas seront recensés au Lac-Saint-Jean quelques jours plus tard, mais le nombre de ces derniers demeure beaucoup plus faible que celui du Saguenay[3],[4].
- Le premier cas local médiatisé dans la région du Saguenay–Lac-Saint-Jean est celui d'un participant au Festival Regard[5]. Le dévoilement après coup de sa participation à une activité ayant réuni plusieurs centaines de personnes crée l'émoi dans le milieu culturel régional[6].
- Le 14 mars, la mairesse de Saguenay Josée Néron écourte ses vacances au Mexique et s'isole volontairement pendant 14 jours[7].
- Le 16 mars, le conseil municipal annonce que les élus municipaux feront des rencontres téléphoniques, et que les conseils d'arrondissement et municipaux se tiendront à huis clos[8].
- Le 11 avril, alors que l'on recense 142 cas dans la région, on enregistre les trois premiers morts de la pandémie au Saguenay, soit deux personnes au CHSLD de la Colline (d) et une religieuse des Sœurs antoniennes de Marie[9].
- Le 13 avril, deux autres décès sont recensés au CHSLD de la Colline, qui est l'endroit le plus touché par la maladie dans la région[10].
- Le 22 août, une manifestation antimasque a lieu à Saguenay. Organisée par Dan Pilon, environ 500 personnes y participent. Lucie Laurier et Frédéric Pitre y font un discours[11].
- La région subit plusieurs éclosions de la maladie à partir de l'automne. L'une d'elles se produit au CHSLD Isidore-Gauthier (d), à Alma[12], alors qu'une autre frappe le service de police de Saguenay, où près d'une vingtaine de cas et une cinquantaine de personnes ont dû être isolées en octobre[13]. Le 9 octobre, l'hôpital d'Alma (d) est également considéré comme un foyer d'éclosion[14].
- Au début novembre, mécontents des restrictions engendrées par le passage de la région en zone rouge, des restaurateurs menacent d'ouvrir leurs salles à manger[15]. Ils reculent quelques jours plus tard[16].

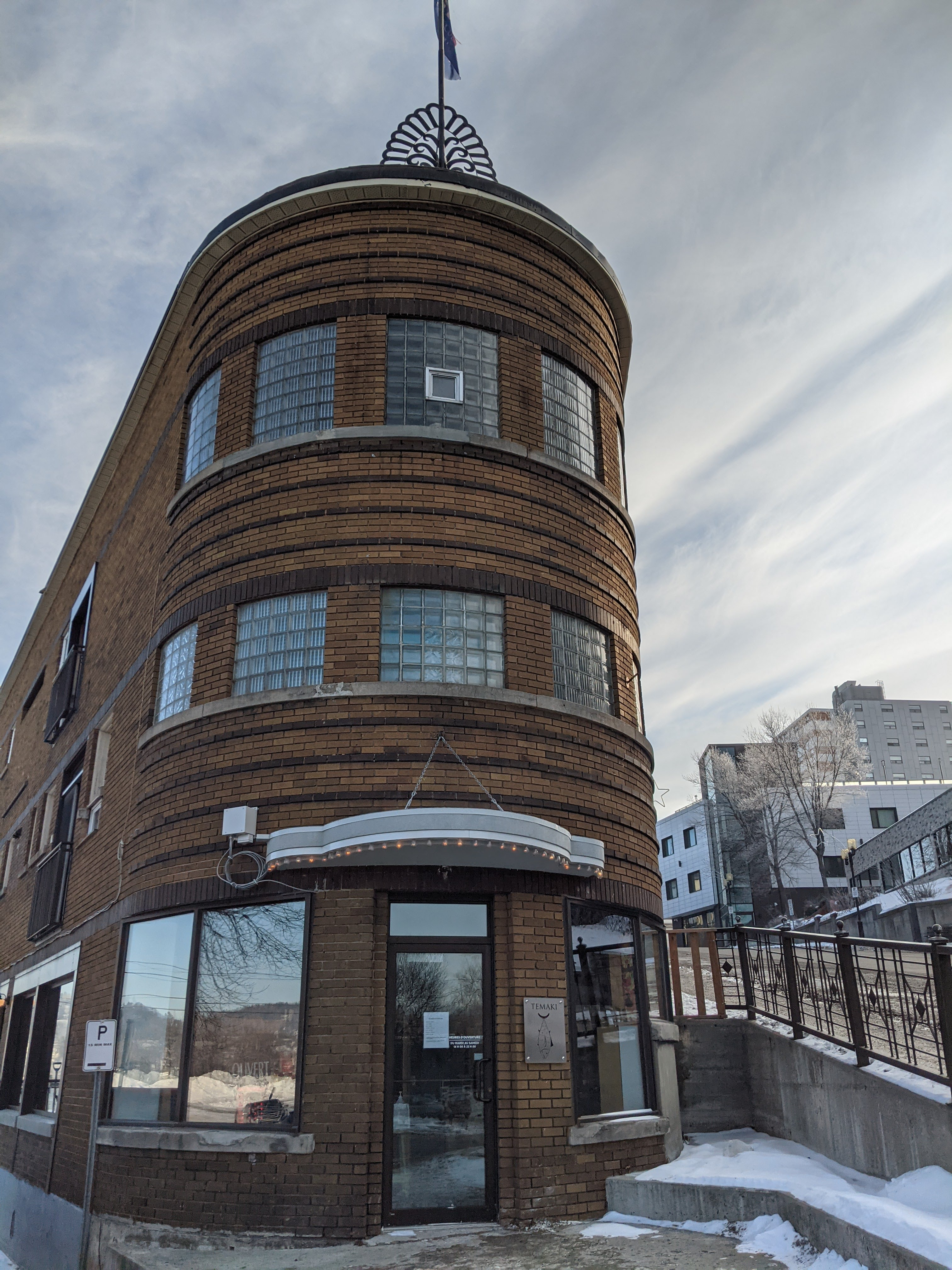
Restaurant Temaki Sushi Bar à Chicoutimi

- Le 4 novembre, afin de protester contre une mesure du gouvernement qu'il juge incohérente, le chef propriétaire du Temaki Sushi Bar à Chicoutimi Michaël Tremblay annonce qu'il ouvrira les portes de son restaurant vendredi 6 novembre, malgré l'interdiction, la région étant en zone rouge. Le propriétaire du restaurant Pizza Maximum de La Baie suit son mouvement et annonce également l'ouverture de son restaurant. La vice-première ministre Geneviève Guilbault réagit à cette annonce en rappelant les directives du décret gouvernemental qui permet de remettre des contraventions au propriétaire et clients des établissements qui ne se conforment pas à la fermeture [17].  Le lendemain, le propriétaire du Pizza Maximum annonce qu'il se conformera aux directives gouvernementales[18], et le propriétaire du Temaki Sushi Bar fera de même le jour prévu de l'événement[19].
- En novembre, la région devient l'épicentre de la pandémie au Québec avec 233 cas pour 100 000 habitants[20],[21]. Elle est par la suite considérée comme étant la région la plus touchée au Canada, atteignant 758 cas par 100 000 habitants[22].
- À la mi-novembre, une éclosion frappe l'une des principales résidences pour personnes âgées de Chicoutimi, le manoir Champlain, où habitait Marc-André Bédard. Une semaine plus tard, on y recense une centaine de cas[23].
- Le 19 novembre, 168 cas sont recensés à l'hôpital de Chicoutimi (d)[24].
- Le 22 novembre, on annonce le premier transfert d'un patient vers Québec pour traitements contre la maladie[25].
- Le 24 novembre, on annonce l'ouverture d'une zone chaude (en) à l'hôpital de Roberval (d) afin d'y traiter les patients atteints de la Covid-19[26].
- À la fin novembre, on recense 54 nouveaux cas par 100 000 habitants, soit un taux environ 4 fois plus élevé que le reste de la province[27].
- Le 26 novembre, le directeur national de la santé publique Horacio Arruda visite la région. Plusieurs mesures sont alors annoncées, dont les renforts de deux médecins spécialisés en santé publique pour soutenir le directeur local Donald Aubin (d) et la priorisation de la région pour le déploiement de nouveaux tests permettant d'obtenir un diagnostic en une quinzaine de minutes[27],[28]. Le même jour voit l'ouverture d'un centre de prélèvements sans rendez-vous au centre d'achats Place du Royaume, augmentant le délestage de services au CIUSSS du Saguenay–Lac-Saint-Jean afin de se concentrer sur les services urgents et essentiels[29].
- Le 29 novembre, la région dépasse les 5 000 infectés[30]. On y compte un total de 125 décès depuis le début de la pandémie ainsi que 158 foyers d'éclosion dont 89 en milieu de travail et 36 dans les écoles[31]. Ce mois marque l'apogée de la deuxième vague dans la région.
- Le nombre de cas demeure élevé en décembre 2020[32]. Le 18 décembre, on annonce que l'hôpital de Chicoutimi est en situation critique[33]. Il est dévoilé ultérieurement que lors de la période allant du 13 octobre 2020 au 18 janvier 2021, l'hôpital de Chicoutimi est l'établissement de santé qui a été le plus touché par la maladie au Québec, avec 618 cas recensés, soit environ moitié plus de cas que les 394 cas du deuxième établissement le plus touché[34].

### 2021
- Les cas diminuent fortement au début de la nouvelle année, surtout à partir de la deuxième semaine de janvier. La région, retournée en zone orange le 8 février, descend sous la barre des dix cas quotidiens au cours du mois et ce, jusqu'à la mi-mars.
- À la mi-mars, le nombre de cas remonte en flèche à la suite de deux éclosions à Roberval[35] et La Baie[36],[37]. Une semaine plus tard, puisqu'elle affiche le pire bilan après Montréal et Laval, il est envisagé de faire basculer à nouveau la région en zone rouge[38].
- Le nombre de nouveaux cas dans la région se stabilise en avril, oscillant autour d'une trentaine de cas par jour[39].
- À la fin avril, Michaël Tremblay est atteint de la maladie[40]. Par la suite, le chef du Temaki Sushi Bar n'aurait pas respecté l'isolement demandé aux infectés[41].
- Vers la mi-mai, une légère baisse du nombre quotidien de cas est enregistrée dans la région, oscillant autour de vingt. On note également une baisse de l'assiduité de la population régionale aux mesures sanitaires[39].
- Les cas diminuent fortement en juin, passant sous la barre des 10 personnes infectées par jour. À partir de la mi-juin, la région n'enregistre aucun nouveau cas pendant plusieurs jours d'affilée[42] et ne recense tout au plus qu'un ou deux cas par jour depuis. Le 21 juin, la région retourne en zone verte[43].
- Dans la première semaine du mois d'août, la région enregistre une légère recrudescence des cas, suivant la tendance provinciale qui marque le début d'une possible quatrième vague.

- À l'automne 2021, la situation demeure stable dans la région, qui enregistre en moyenne 6 à 7 nouveaux infectés par jour[44]. Bien qu'on y retrouve moins de 10 % de la population régionale, la plupart des cas originent de la MRC Maria-Chapdelaine.
Le directeur régional de la santé publique Donald Aubin n'entrevoit pas de changement au niveau de la situation régionale tant que les plus jeunes ne seront pas vaccinés[44].
- La région enregistre une hausse des cas de la maladie au début décembre[45], suivant la hausse provinciale qui dépasse les mille cas quotidiens d'infections à partir de la fin novembre[46]. À partir du 7, la communauté autochtone de Mashteuiatsh est particulièrement touchée[47]. La situation revient sous un certain contrôle à la fin décembre[48].
- Longtemps sous la barre des cent cas actifs sur son territoire, la région, comme le reste du Québec, connaît un bond fulgurant d'infections un peu passé la mi-décembre, alors que le variant Omicron se propage rapidement dans la province. Le 29 décembre, le Saguenay-Lac-Saint-Jean compte 154 nouveaux cas et franchit le cap des 1 000 cas actifs[49]. Le lendemain, elle enregistre 497 nouveaux cas, soit plus du double du record atteint lors de la deuxième vague[50].

### 2022
- Comme l'ensemble du Québec, la région subit la cinquième vague de décembre 2021 à février 2022.
- La cinquième vague diminue en mars mais, à la fin du mois, la région est frappée par la sixième vague, nourrit par le sous-variant d'Omicron BA.2.
La vague frappe d'abord en Europe avant d'atteindre l'Amérique, mais, contrairement aux vagues précédentes, la région est touchée au même moment que les autres régions du Québec[51],[52].
- Le mois de juillet est marqué par l'émergence d'une septième vague, dont le début s'est produit à partir du 6 juin. La vague s'expliquerait par « le relâchement des mesures sanitaires, l’arrivée de nouveaux variants et la baisse de l’immunité »[53].

## Cas

### Cas quotidiens
Cas quotidienDate01002003004005006007002020-01-232020-11-052021-08-192022-06-02Cas quotidiensCas quotidiens
- Source: Fichier CSV sur le site de l'INSPQ récupéré en date du 2022-07-30.

### Cas totaux
Cas totauxDate0500010 00015 00020 00025 00030 00035 0002020-01-232021-01-092021-12-27Cas totauxCas totaux
- Source: Fichier CSV sur le site de l'INSPQ récupéré en date du 2022-07-30.

## Décès

### Décès quotidiens
Décès quotidienDate024682020-01-232020-10-082021-06-242022-03-10Décès quotidiensDécès quotidiens CHSLDDécès quotidiens
- Source: Fichier CSV sur le site de l'INSPQ récupéré en date du 2022-07-30.

### Décès totaux
Décès totauxDate01002003004005002020-01-232020-11-052021-08-192022-06-02Décès totauxDécès totaux CHSLDDécès totaux
- Source: Fichier CSV sur le site de l'INSPQ récupéré en date du 2022-07-30.

## Vaccination
Le Saguenay–Lac-Saint-Jean est l'une des régions du Québec qui répond le mieux à la vaccination contre la Covid-19. Cela s'expliquerait par la disponibilité du réseau, la confiance envers la médecine et la communication. La jugulation de l'épidémie de méningite de type B par la vaccination au début des années 2010 a peut être également joué sur le comportement de la population.

### Doses quotidiennes
Doses quotidiennesDate010002000300040005000600070002020-12-142021-06-272022-01-082022-07-221ère dose2e dose3e dose4e doseTotalDoses quotidiennes
- Source: Fichier CSV sur le site de l'INSPQ récupéré en date du 2022-07-30.

### Doses totales
Doses totalesDate0100 000200 000300 000400 000500 000600 000700 000800 0002020-12-142021-08-142022-04-141ère dose2e dose3e dose4e doseTotalDoses totales
- Source: Fichier CSV sur le site de l'INSPQ récupéré en date du 2022-07-30.

### Pourcentage de la population vaccinée
PourcentageDate0204060801002020-12-142021-06-182021-12-212022-06-251 dose2 dosesPourcentage
- Source: Fichier CSV sur le site de l'INSPQ récupéré en date du 2022-07-30.

## Paliers d'alerte
| Date de changement | 2020  | 2020   | 2020   | 2020  | 2021  | 2021   | 2021    |
| Date de changement | 8 sep | 28 sep | 13 oct | 2 nov | 8 fév | 7 juin | 21 juin |
| ------------------ | ----- | ------ | ------ | ----- | ----- | ------ | ------- |
| Palier             |       |        |        |       |       |        |         |

- Mesures particulières
- Vigilance
- Préalerte
- Préalerte avec exceptions pour certains territoires
- Alerte
- Alerte avec exceptions pour certains territoires
- Alerte maximale